# جوزيف سيفاكيس
جوزيف سيفاكيس (باليونانية: Ιωσήφ Σηφάκης)‏ (من مواليد 26 ديسمبر 1946 ، إيراكليون، كريت، اليونان) عالم حاسوب فرنسي-يوناني، اشتهر بمساهماته في مجال علم الحاسوب، فاز بجائزة تورنغ في عام 2007.
حصل سيفاكيس على درجة البكالوريوس (1969) في الهندسة الكهربائية من الجامعة التقنية الوطنية في أثينا ودرجة الماجستير (1972) ودكتوراه إنجينيور docteur ingénieur عام (1974) في علوم الحاسب من جامعة العلوم والطب في غرونوبل (المعروفة أيضًا باسم جامعة غرينوبل 1 أعيدت تسميتها الآن لتصبح جامعة جوزيف فورييه) في فرنسا. في عام 1979 حصل على درجة الأستاذية في الرياضيات (تخصص علوم الكمبيوتر) من غرونوبل 1 والمعهد الوطني للفنون التطبيقية في غرونوبل. 
سرعان ما أصبح سيفاكيس مديرًا للأبحاث في المركز الوطني للبحوث العلمية (CNRS) ومؤسسًا (1993) لمختبرات Verimag، وهو مختبر أبحاث أكاديمي في Gières في فرنسا، تابع لـ CNRS وجامعة جوزيف فورييه. في عام 2008، تم منح سيفاكيس الكرسي البحثي الجديد للأنظمة الذكية على متن الطائرة (intelligent onboard systems) في المعهد الفرنسي الوطني للبحوث والمعلوماتية والتشغيل الآلي (INRIA) في غرونوبل.
سيفاكيس وإدموند كلارك وطالبه السابق المتخرج إرنست ألين إيمرسون تم الاستشهاد بهم في جائزة تورنغ عن عملهم في عام 1981 في برنامج فحص النموذج، والذي يستخدم لأتمتة الكشف عن الأخطاء المنطقية في تصميمات الدوائر المتسلسلة وفي البرامج.